# 니자토촌
니자토촌(新郷村)은 오카야마현 아테쓰군에 있던 촌이다. 현재의 니미시에 해당한다.

## 역사
- 1889년 6월 1일 - 정촌제 시행에 의해 뎃타군 니자토촌이 발족하였다.
- 1900년 4월 1일 - 아카군과 합병에 의해 아테쓰군에 소속되었다.
- 1955년 5월 1일 - 고지로촌과 합병, 정으로 승격해 신고정이 신설하여 폐지되었다.

## 교통

### 철도
- 일본국유철도
  - 하쿠비선

## 참고문헌
- 角川日本地名大辞典 33 岡山県
- 『市町村名変遷辞典』東京堂出版、1990年。